# Konjunkturritter
Konjunkturritter ist eine Ende 1933 entstandene, deutsche Filmkomödie mit NS-ideologischen Untertönen des bayerischen Schauspielers Fritz Kampers mit seinem Landsmann Weiß Ferdl in der Hauptrolle. Der Jude Otto Wallburg wurde hier letztmals in einem deutschen Film besetzt und musste, den antisemitischen Vorgaben entsprechend, die Negativfigur, einen Grundstücksspekulanten, also einen der Konjunkturritter, spielen.

## Handlung
Deutschland in den frühen 1920er Jahren. Der stämmige, gutmütige Ferdinand Mühlbauer ist ein ebenso bodenständiger wie bauernschlauer Typ, der als Bürovorsteher für die beiden Rechtsanwälte Dr. Günther und Dr. Lehmann arbeitet. Besonders der etwas weltfremde Günther bedarf immer mal wieder seiner Unterstützung, und so hilft er dem Anwalt oftmals bei der Ausarbeitung von dessen Plädoyers. Zu den Mandanten der beiden Juristen gehören auch die zwei äußerst windigen Herren Untermeier und Glaser, die mit Grundstücken spekulieren und alles andere als honorige Geschäftsleute sind. Untermeier und Glaser verstehen ihren Job offenbar nicht, denn sie haben bereits mehrfach einen Offenbarungseid leisten müssen und sind offenbar pleite. Um wieder einmal eine neue betrügerische Unternehmung starten zu können, benötigen die beiden Konjunkturritter unbedingt einen Einfaltspinsel, den sie als Strohmann für ihre Neugründung missbrauchen können. Daher erscheint ihnen der Bürohengst Mühlbauer genau als der richtige Mann. Endlich scheinen die betrügerischen Unternehmer einmal Glück zu haben, denn sie erfahren, dass Direktor Messerschmidt von der Immobilien A.G. ein Grundstück erwerben will und zwar die Siedlung Blumenfelde. Untermeier und Glaser wittern Morgenluft. Sie wollen daher unbedingt Messerschmidt zuvorkommen und ihm das zum Verkauf stehende Grundstück vor der Nase wegschnappen. Deshalb schicken sie Mühlbauer vor, der die Verhandlungen mit dem Siedlungsvorstand Büngemann führen soll.
Außer Frau Hornstedt, die eine kleine Gaststätte führt, sind bereits alle Siedlungsbewohner mit dem Verkauf ihrer Besitztümer einverstanden. Auch hier glättet Herr Mühlbauer die Wogen, denn er versteht eine gute persönliche Ebene zu der Gasthausbetreiberin aufzubauen. Und so stimmt schließlich auch Frau Hornstedt der Veräußerung zu. Als man den Vertragsabschluss gemeinsam mit einem Fest feiern will, erscheint Direktor Messerschmidt. Nun wird klar, dass man nicht an ihn, sondern an eine Eisenbahngesellschaft verkauft hat und das auch noch zu einem deutlich niedrigeren Preis. Die will auf den neu erworbenen Grundstücken die Trasse für eine Vorortbahn bauen. Mühlbauer muss nun zugeben, dass er sich von den beiden Konjunkturrittern hat instrumentalisieren lassen. Die erblühenden zarten Bande zu Frau Hornstedt sind damit in kürzester Zeit zunichtegemacht worden.
Gretl Mühlbauer, die Tochter des unseligen Bürovorstehers, hat sich in der Zwischenzeit mit dem Chef ihres Vaters, Dr. Günther, angefreundet. Die junge Frau tut dem Anwalt richtig gut; er gewinnt an Selbstvertrauen und schließlich sogar auch Prozesse, und das ganz ohne die Hilfe Mühlbauers. Dessen letztes für Günther verfasstes Plädoyer lässt sich auf einmal auch gegen Mühlbauer selbst anwenden, denn der hat sich ja von Untermeier und Glaser zum nützlichen Idioten machen lassen. Doch die beiden hinterlistigen Typen haben eine Komponente übersehen, und die heißt Herr Klagemann. Bei diesem kompakten Herrn stehen nämlich die beiden Spekulanten schwer in der Kreide, und da dieser nicht länger als auf sein Geld warten will, lässt er die beiden Schuldner noch im Gerichtssaal kurzerhand pfänden. Derweil versucht Mühlbauer den Schaden, den er angerichtet hat wieder gutzumachen, und tatsächlich gelingt es ihm, aus dem Weiterverkauf des erworbenen Grundstücks doch noch mehr Geld herauszuschlagen, sodass die Blumenfelder Siedler, also die ehemaligen Eigentümer, ohne Schaden aus der Sache herauskommen. Auch seine Tochter Gretl hat das große Glück gefunden: sie und Dr. Günther werden ein Paar.

## Produktionsnotizen
Die Dreharbeiten zu Konjunkturritter, dem Regiedebüt des bayerischen Komikers Fritz Kampers, fanden zwischen Ende November und Mitte Dezember 1933 statt. Der mit bescheidenen Mitteln hergestellte Film wurde am 26. Januar 1934 im Berliner Primus-Palast uraufgeführt, die Wiener Premiere erfolgte unter dem Titel Geld wie Heu.
Ernst Garden übernahm die Produktionsleitung, Gustav A. Knauer und Alexander Mügge gestalteten die Filmbauten. Rudolf van der Noss assistierte Regisseur Kampers. Komponist Marc Roland übernahm auch die musikalische Leitung. Adolf Jansen zeichnete für den Ton verantwortlich, Eugen Klagemann war Standfotograf.

## Wissenswertes
Der Terminus „Konjunkturritter“ war im frühen Stadium des nationalsozialistischen Deutschlands ein gern angewendeter Terminus, um wirtschaftliche Profiteure der so genannten „Systemzeit“ (= Weimarer Republik) anzuprangern, die in diesem Film erwartungsgemäß jüdischer Herkunft zu sein hatten. Ihnen gegenübergestellt wurden die „anständigen Arier“ Mühlbauer und Dr. Günther.

## Kritik
Die Österreichische Film-Zeitung vermied es, den politischen Aspekt dieser tendenziösen Komödie zu beleuchten und schrieb stattdessen:

„Weiß Ferdl, Otto Wallburg und Theo Lingen in einem Film, das läßt einen starken Heiterkeitserfolg vermuten. Mit Recht, wie der Film „Konjunkturritter“, eine sehr lustige Gaunergeschichte, beweist. (…) Fritz Kampers hat hier zum erstenmal Regie geführt und dabei gezeigt, daß er sich auf Erzielung komischer Wirkungen ausgezeichnet versteht.“